# Wojciech Bartelski
Wojciech Jan Bartelski (ur. 20 czerwca 1977 w Warszawie) – polski samorządowiec, w latach 2006–2014 burmistrz dzielnicy Śródmieście miasta stołecznego Warszawy, w latach 2010–2018 radny sejmiku mazowieckiego, od 2017 prezes przedsiębiorstwa Tramwaje Warszawskie.

## Życiorys
Jest absolwentem V Liceum Ogólnokształcącego im. ks. Józefa Poniatowskiego i Wydziału Nauk Ekonomicznych Uniwersytetu Warszawskiego, ukończył również studia doktoranckie w Szkole Nauk Społecznych PAN. Jest współzałożycielem stowarzyszenia KoLiber i członkiem Instytutu im. Ronalda Reagana. Należał do Unii Polityki Realnej, był skarbnikiem tej partii.
W latach 2002–2006 sprawował mandat radnego dzielnicy Śródmieście, wybranego z listy Prawa i Sprawiedliwości. W 2005 przeszedł z UPR do Platformy Obywatelskiej. W 2006 został wybrany do Rady m.st. Warszawy, jednak złożył mandat w związku z wyborem na burmistrza dzielnicy Śródmieście. 15 grudnia 2010 został wybrany na drugą kadencję. Zakończył urzędowanie w 2014.
W 2010 i w 2014 z ramienia Platformy Obywatelskiej był wybierany do sejmiku mazowieckiego IV i V kadencji. W 2018 nie ubiegał się o reelekcję. 
W 2015 powołany na wiceprezesa miejskiej spółki Tramwaje Warszawskie, w 2017 został jej prezesem. W 2024 objął także funkcję przewodniczącego rady nadzorczej przedsiębiorstwa Polimex-Mostostal.
Wojciech Bartelski jest również szachistą (uzyskał II kategorię szachową). Stworzył OlimpBase – pierwszą na świecie internetową bazę poświęconą olimpiadom szachowym, która objęła również wyniki innych turniejów drużynowych.

## Odznaczenia
- Krzyż Kawalerski Orderu Zasługi Republiki Węgierskiej – 2009[10]